# Sendai City Tomizawa Site Museum
Das Sendai City Tomizawa Site Museum (jap. 仙台市富沢遺跡保存館, Sendai-shi Tomizawa Iseki Hozonkan) wurde am 2. November 1996 im Stadtteil Taihaku in Sendai auf dem Gelände der archäologischen Ausgrabungsstätte Tomizawa eröffnet.

## Übersicht
1988 wurden auf dem Bauerwartungsland für die Nagamachi Grundschule, das innerhalb des Grabungsgeländes lag, während einer Prospektion 20.000 Jahre alte Überreste eines Waldes und paläolithische Siedlungsspuren entdeckt. Man beschloss die Fundstätte zu erhalten und der Öffentlichkeit zugänglich zu machen. Der Bau des Museumsgebäudes begann im Juni 1994. Mit der Eröffnung 1996 wurden der Öffentlichkeit 80 % des zukünftigen Museums zugänglich gemacht. Besonderheit des Museums ist ein Waldmuseum (地底の森ミュージアム, Chitei no mori myūjiam), in dem die freigelegten, 20.000 Jahre alten Bäume zu sehen sind.
Auf insgesamt 14.263 m² Grundstücksfläche wird neben den Waldüberresten zudem die Flora der Eiszeit dargestellt. Das Museum selbst besitzt ein Ober- und ein Untergeschoss mit einer Gesamtfläche von 2743 m². Obgleich das Museum aus Stahlbeton gebaut wurde, besitzt das Untergeschoss, in dem sich das Waldmuseum befindet, keinen Fußboden. Um das Eindringen von Grundwasser zu verhindern sind die Außenwände des Gebäudes 80 cm dick und 20 m tief in die Erde versenkt worden. Daneben zeigt das Museum auch Steinwerkzeuge, Schlagsteine und Messer aus dem Paläolithikum.
Adresse des Museums: 3-1 Nagamache-minami 4-chome, Taihaku-ku, Sendai 982-0012